# Kylmänperänsaari (ö i Norra Österbotten)
Kylmänperänsaari är en ö i Finland. Den ligger i sjön Oivanginjärvi och i kommunen Kuusamo i den ekonomiska regionen  Koillismaa ekonomiska region  och landskapet Norra Österbotten, i den nordöstra delen av landet, 700 km norr om huvudstaden Helsingfors. Öns area är 2,4 hektar och dess största längd är 220 meter i sydväst-nordöstlig riktning.